# Old Etonians F.C.
Old Etonians Football Club er en engelsk fodboldklub, hvis spillere er tidligere elever på Eton College.
Klubben blev grundlagt af Lord Kinnaird, og Old Etonians var den sidste amatørklub, der vandt FA Cup'en, da de den 25. marts 1882 besejrede Blackburn Rovers med 1-0 i finalen på Kennington Oval. Året efter tabte de 2-1 efter forlænget spilletid til en anden Blackburn-klub, Blackburn Olympic.
I alt nåede klubben FA Cup-finalen seks gange på ni år mellem 1875 og 1883, hvoraf de vandt de to – i 1879 og 1882. Klubben leverede også et antal spillere til Englands fodboldlandshold, herunder tre i en kamp mod Wales i 1879.
Old Etonians er medlem af Amateur Football Alliance og stiller med tre hold i Arthurian League. Klubbens førstehold har vundet ligaens Premier Division to gange.

## Titler
- FA Cup: Vindere 1879, 1882. Finalister 1875, 1876, 1881, 1883.
- Arthurian League
  - Premier Division: Vindere 1992-93, 2004-05
  - Division 1: Vindere 1985-86
  - Division 2: Vindere 1992-93, 1997-98, 1999-2000, 2003-04 (2.-holdet)
  - Division 3: Vindere 1995-96, 2004-05 (3.-holdet)
  - Division 4: Vindere 1989-90, 1993-94 (4.-holdet)
  - Arthur Dunn Cup: Vindere 2004-05

## Landsholdsspillere
Adskillige Old Etonians-spillere spillede landskampe for England, enten mens de repræsenterede Old Etonians eller senere i deres karriere. Følgende otte elever spillede for England, mens de repræsenterede klubben (man antallet af landskampe mens de repræsenterede Old Etonians): 
- Rupert Anderson (1 landskamp)
- Lindsay Bury (1)
- Edward Christian (1)
- Arthur Dunn (2)
- Harry Goodhart (3)
- Robert Cunliffe Gosling (5)
- John Hawtrey (2)
- Herbert Whitfeld (1)

Anderson, Bury og Whitfeld spillede deres landskamp i samme kamp, den 18. januar 1879 mod Wales, hvor Whitfeld scorede i 2-1-sejren.
Andre Old Etonians-spillere spillede senere for England, bl.a.:
- Alexander Bonsor
- Percy de Paravicini
- Alfred Lyttelton
- Reginald Macaulay
- Cuthbert Ottaway
- John Frederick Peel Rawlinson
- Thomas Clough OE

Klubbens grundlægger Lord Kinnaird optrådte én gang for Skotlands fodboldlandshold i 1873, den anden landskamp nogensinde.